# Jakob Kuhlmann
Jakob Kuhlmann (* um 1630 in Bautzen; † nach 1699; auch Kuehlmann, Kühlmann, Kullmann, Culmann) war ein deutscher Theaterprinzipal.  

## Leben
Kuhlmann ist erstmals 1665 als Prinzipal in Dresden belegt. Nach eigener Aussage war ihm bereits zuvor von Kaiser Ferdinand III. eine Spielbewilligung für Wien erteilt worden. Vor 1669 soll Kuhlmanns Schauspielergesellschaft in Brünn und mehrfach in Prag aufgetreten sein, obwohl man dort nur schwer eine Spielerlaubnis erhielt. 1673 verlieh ihm Leopold I. ein kaiserliches Privilegium. Kuhlmanns Auftritt vor den Fürstlichkeiten in Eisenach 1684 deutet auf eine höfische Anstellung, eventuell in Bayreuth hin. 1690 spielte er zusammen mit Andreas Elenson in Sachsen, danach trat er in Schleswig-Holstein, Schlesien und Böhmen auf bzw. zirkulierte zwischen Graz, Regensburg und Augsburg. 1698/99 wurde er zusammen mit Johann Carl Samenhammer am herzoglichen Hof in Stuttgart engagiert. Danach taucht seine Truppe 1699 nochmals in Linz auf.
Kuhlmann war mit der Schauspielerin Anna Barbara verheiratet. Zu seiner Truppe zählte noch in den 1690er Jahren der Dramaturg und Schreiber Adam Christoph Schüler, dessen Funktion später Kuhlmanns Sohn Philipp übernahm. Ansonsten ist über die Zusammensetzung seiner Sozietät wenig bekannt: 1696 dürfte sich ihr in München Johann Valentin Petzold kurz angeschlossen haben. Kuhlmanns Tochter Victoria Clara heiratete später den Prinzipal Heinrich Wilhelm Benecke.

## Wirkung
Kuhlmann zählt zu den führenden deutschen Theaterprinzipalen des 17. Jahrhunderts. Seine Karriere ist gekennzeichnet durch eine hohe Mobilität. Sein Repertoire variierte von Andreas Gryphius’ Trauerspiel Aemilius Paulus Papinianus bis zu populären Schauspielen wie dem Doktor Faust. Bemerkenswert erscheinen diesbezüglich Kuhlmanns Fähigkeiten, seine Produktionen durch Übersetzungen und Adaptionen aus dem Italienischen, Niederländischen und Französischen dem Publikumsgeschmack anzupassen. 